# Cantó de Cergy-1
El cantó de Cergy-1 és un cantó francès del departament de Val-d'Oise, situat al districte de Pontoise. Creat amb la reorganització cantonal del 2015.

## Municipis
- Cergy (en part)
- Osny
- Puiseux-Pontoise